# 신권정치

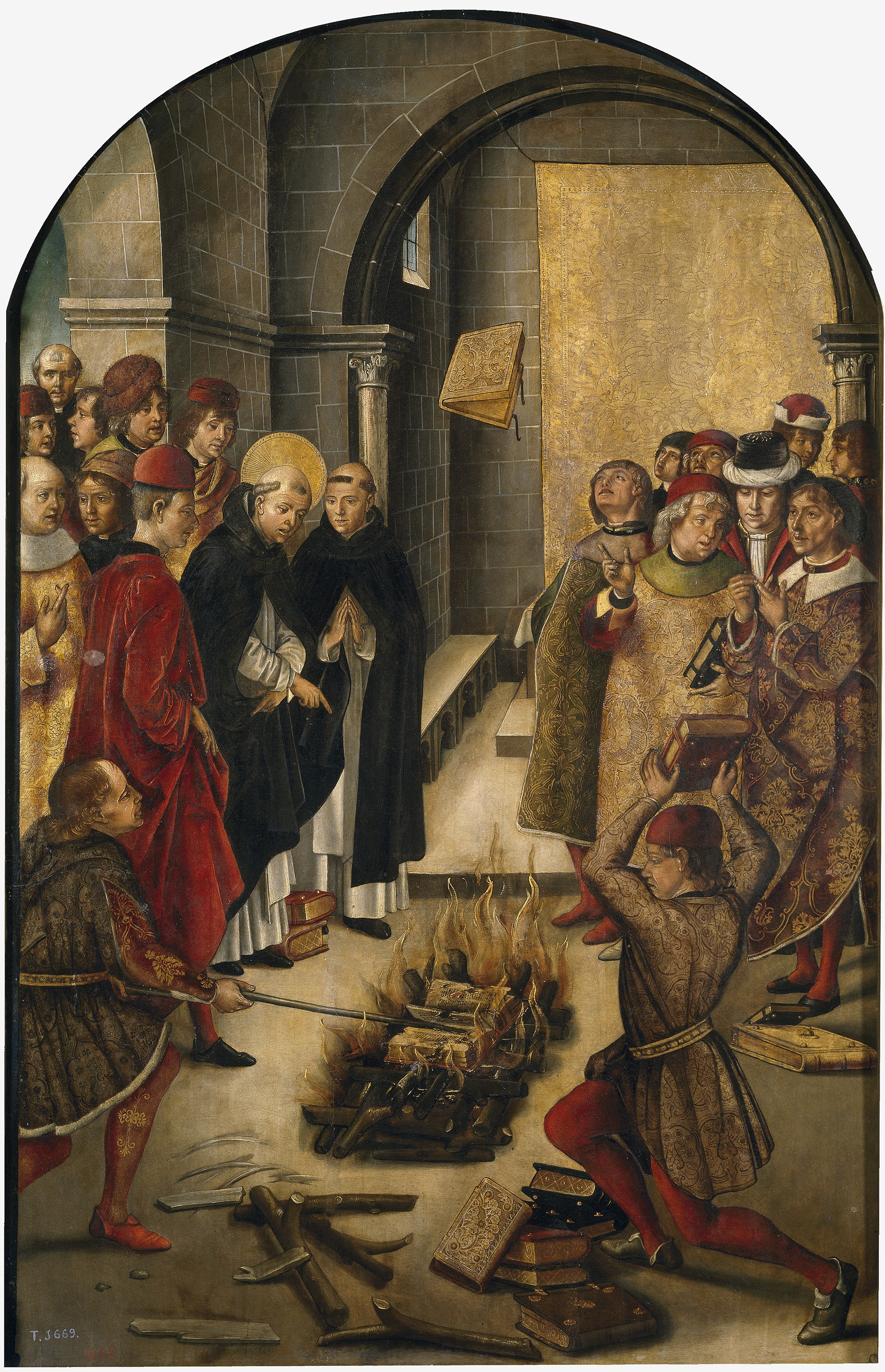

신권정치(神權政治, 영어: theocracy) 줄여서 신정(神政)은 지배자가 자기의 권력을 신으로부터 주어진 절대적인 것이라고 주장하여 인민의 절대적인 복종을 요구하는 정치이다. 그 관념은 샤머니즘의 유제이며 주술사가 신의 신탁이라 칭하여 자기의 판단을 절대화하고 그것을 국민에게 강제하는 낡은 종교적 관습에 유래하고 있다. 정치조직으로서 성립한 것은 로마교회, 절대주의 군주정치 등에 있어서이다. 특히 후자는 영국의 로버트 필머 등이 주장한 왕권신수설을 낳았다.

## 같이 보기
- 라이시슴
- 세속주의
- 정교분리

## 참고 자료
- 이 문서에는 다음커뮤니케이션(현 카카오)에서 GFDL 또는 CC-SA 라이선스로 배포한 글로벌 세계대백과사전의 내용을 기초로 작성된 글이 포함되어 있습니다.